# فت (شهر)
فُت (به مجاری: Fót) در پِشت در کشور مجارستان واقع شده‌است. جمعیت این شهر ۱۷٫۶۳۳ نفر است.